# Agatharkhosz
Agatharkhosz (Kr. e. 460. – Kr. e. 420 körül) görög festő.
Athénban működött, de Szamoszról származott, Eudémosz fia volt. Nevezetesek voltak Aiszkhülosz egyik tragédiájához készített színpadképei (szkénográfia), amihez értekezést is írt. Források szerint Alkibiadész, a neves politikus és hadvezér házába is készített freskókat – némi kényszer hatására. Művei nem maradtak fenn, még antik leírásokból sem ismertek. Agatharkhosz a perspektivikus festészet egyik úttörőjének számít, és művei a perspektíva elméleti kidolgozóira, Anaxagoraszra és Démokritoszra is nagy hatással voltak.